# Emiliano Tade
Emiliano Tade (Santiago del Estero, 3 de març de 1988) és un futbolista argentí que actualment juga per l'Auckland City FC del Campionat de Futbol de Nova Zelanda. Juga com a davanter.

## Trajectòria esportiva
Abans d'anar-se'n a Nova Zelanda, Emiliano Tade estava estudiant per a ser advocat a la Universitat de Buenos Aires. Però va sentir que no madurava i que no li anava bé, raons per les quals va decidir marxar a Nova Zelanda encara que no sabés gaire anglès. Se n'anà a Nova Zelanda sense pensar en el futbol i es familiaritzà ràpidament amb el país. Un amic de l'argentí va recomanar-li jugar amb el Wellington United, i aviat l'equip el tenia com a titular.
Després d'una temporada amb el Wellington United captà l'atenció de Stu Jacobs, l'entrenador del Team Wellington, i Tade arribà a jugar en el Campionat de Futbol de Nova Zelanda. Al Team Wellington va jugar un total de 14 partits, marcant 6 gols.
La temporada següent, el davanter argentí va ser fitxat per l'Auckland City FC. En el Campionat del Món de Clubs de 2011 va jugar en un partit, contra el Kashiwa Reysol del Japó. En aquest partit l'Auckland City FC perdé 2 a 0 i conseqüentment fou eliminat de la competició. A més, Tade ha jugat en 3 partits de la Lliga de Campions de l'OFC 2011-12 —marcant 2 gols— i ha jugat en 10 partits del Campionat de Futbol de Nova Zelanda 2011-12 —marcant 8 gols.

## Palmarès
- Lliga de Campions de l'OFC (1): 2011-12.